# 李家正文
李家 正文（りのいえ まさふみ、1909年7月17日- 1998年7月4日）は、日本の歴史学者。朝日新聞社東京本社日本古典全書編集長。

## 経歴
1909年、山口県で少輔五郎の長男として生まれた。國學院大學国文科で学び、1933年に卒業。
卒業後は、広島女学院専門学校の講師を務めた後、朝日新聞社に入社して映画局長、出版局長、朝日学生新聞社社長などを歴任した。便所の歴史の研究で知られたがほかに広く日本・東アジア史に関する著書多数がある。宗教は曹洞宗。

## 著作
著書
- 『厠(加波夜)考』六文館 1932
  - 再版『こと典百科叢書 第26巻』大空社 2012
- 『降る話』一誠社 1934
- 『純文学概論：純文学の意欲と美』建設社 1937
- 『厠史話』六興出版社 1949
- 『らくがき史』実業之日本社 1950
- 『厠風土記』東和社 1953
- 『らくがき昭和史』河出書房 1956
- 『くすりの花みち 随筆』淡交新社 1958
- 『なないろの筆』法政大学出版局 1958
- 『厠まんだら』雪華社 1961
- 『古代厠攷』相模書房 1961
- 『随想の旅・京都』岩野俊夫撮影、実業之日本社 1961
- 『外国人による日本列島の発見』人物往来社 1962
- 『たてもの曼陀羅』人物往来社 1962
- 『らくがき文化史 国宝からトイレまで』講談社(ミリオン・ブックス) 1962
- 『歴史のふるさと奈良』人物往来社 1962
- 『水の生活史』雪華社 1963
- 『正倉院随想』鹿島研究所出版会 1965
- 『トイレット博士』秋田書店(サンデー新書) 1965
- 『筆談墨史』朝日新聞社 1965
  - 増補改訂 学芸書林 1973
- 『建築工具史話』相模書房 1967
- 『離婚 その歴史とエピソード』文理書院ドリーム出版 1967
- 『書芸閑話』朝日新聞社 1970
- 『書の風土記』木耳社 1971
- 『泰西中国トイレット文化考』雪華社 1973
- 『書の詩』木耳社 1974
- 『書芸探求』木耳社 1975
- 『トイレット天国』住宅新報社 1976
- 『探しあてた二千年前のルーツ：私を導いた白い李の花』徳間書店 1980
- 『黄檗三傑慧極道明禅師伝』大蔵出版 1981
- 『随筆李花抄』桜楓社 1981
- 『名筆の詩』木耳社 1981
- 『遺物が語る古代史』木耳社 1982
- 『古典の扉をひらく』雪華社 1982
- 『シルクロードの夢と現実：正倉院随想』鹿島出版会 1982
- 『トイレットで語ろう 李家正文対談集』相模書房 1982
- 『文学と歴史の間』桜楓社 1982
- 『住まいと厠』鹿島出版会 1983
- 『黄金文化史考 古代生活史散抄』桜楓社 1984
- 『水と薬と書と』論創社 1984
- 『水車史考』雪華社 1985
- 『トイレなんでも入門 オドロキ便器大集合!!』（監修）小学館、小学館入門百科シリーズ 1985
- 『韓国の文化誌 歴史と人と生活と』泰流社 1986
- 『孔子の復活 孔子をめぐる虚構と真実』冨山房 1986
- 『天平の客、ペルシア人の謎：李密翳と景教碑』東方書店 1986
- 『女たちの中国 古代を彩る史話』東方書店 1987
- 『古代東アジアに溯る』泰流社 1987
- 『糞尿と生活文化』泰流社 1987
- 『文学と伝承の間』永田書房 1987
- 『異国思想の伝来と日本の宗教』泰流社 1988
- 『米はどこから来たか』木耳社 1988
- 『「魏志倭人伝」の虚構と真実』泰流社 1989
- 『中国古代史を散歩する』泰流社 1989
- 『中国古代の諸民族』木耳社 1989
- 『東アジア史の謎』泰流社 1989
- 『糞尿と生活文化：21世紀のスカトロジー』泰流社 1989
- 『書道史随想』芸術新聞社 1990
- 『草根木皮の博物誌 歴史が語る生薬の神秘』泰流社 1990
- 『怪奇伝承集：史実と伝説の間』泰流社 1991
- 『真珠と珊瑚』冨山房 1991
- 『大嘗祭の謎を探る』木耳社 1992
- 『史伝開眼：東アジアのカーテンを開く』泰流社 1993
- 『伊都内親王と阿保親王：平安遷都は不安続きで始まった』泰流社 1995

### 編共著
- 『少年朝日年鑑 1949年版』編、朝日新聞社 1949
- 『象：少年少女のために』板橋倫行共著、目黑出版社 1949
- 『筆墨の詩』中村宏共著 木耳社 1979
- 『幕末維新名士書簡集：李家文書』編、木耳社 1981